# Al-Ahly Sporting Club (pallacanestro)
L' Al-Ahly Sporting Club (in arabo الأهلي‎?, al-Ahlī, "il nazionale"), meglio noto come Al-Ahly, è una squadra di pallacanestro egiziana appartenente alla società polisportiva dell'Al-Ahly SC, con sede nella città di Il Cairo, nel Governatorato del Cairo. La squadra milita nell’Egyptian Basketball Super League, il massimo campionato professionistico di pallacanestro in Egitto.
Il club ha vinto sette titoli dell’Egyptian Super League e undici Coppe d’Egitto. A livello internazionale, l’Al Ahly ha conquistato la FIBA Africa Clubs Champions Cup nel 2016, la Basketball Africa League (BAL) nel 2023 e l'Arab Club Basketball Championship nel 2021.

## Storia
L' Al-Ahly Sporting Club venne fondato ufficialmente il 24 aprile 1907, ad Il Cairo, su iniziativa di Omar Lotfy e di un gruppo di studenti della Scuola di Legge, con lo scopo di avere un club dove poter praticare sport e svagarsi. La squadra di pallacanestro dell'Al Ahly è stata fondata nel 1930. È uno dei club di pallacanestro più antichi d'Egitto e dell’Africa.
L'Al Ahly vinse per la prima volta l'Egyptian Basketball Super League nella stagione 1988–89. Ma solo a partire dalla fine degli anni novanta, la squadra si riuscì ad imporre come una delle principali del panorama cestistico egiziano ed anche africano.
Nel 1998 la squadra si aggiudicò la vittoria della prima edizione della FIBA African Basketball Cup Winners' Cup battendo in finale per 65-55 la squadra dell'Angola del Petro de Luanda; questa fu la prima vittoria di una competizione internazionale per l'Al-Ahly. Nella stagione 1998-1999 vince la Egypt Basketball Cup, conquistando all'epoca il quarto successo nella coppa, dopo aver vinto a tavolino la finale contro l'Al-Ittihad Alessandria; quando mancavano pochi secondi al termine della finale, con l'Al-Ahly in netto vantaggio, i sostenitori dell'Al-Ittihad invasero il campo di gioco portando alla sospensione della partita e alla successiva vittoria a tavolino per l'Al-Ahly. Grazie a questa vittoria l'Al-Ahly partecipò all'edizione del 2000 della FIBA African Basketball Cup Winners' Cup, nel torneo giocato a Dakar la squadra si impose nuovamente su tutti gli opponenti e dopo aver vinto in finale contro gli Ebun Comets, squadra della Nigeria, difesero il titolo conquistato nel 1998. Questa sarà anche l'ultima edizione mai disputata della competizione, cosa che rende l'Al-Ahly l'unica squadra ad averla mai vinta. Al termine della stagione 1999-2000 il club ha anche conquistato per la seconda volta nella sua storia la vittoria dell'Egyptian Basketball Super League, sconfiggendo in finale i rivali dell'Al-Ittihad Alessandria per 90-68.
Nella stagione 2015-2016 l'Al Ahly si aggiudica la vittoria del suo quinto titolo nella Egyptian Basketball Super League, dopo aver sconfitto in finale l' Al Gezira Cairo per 65-59 dopo un tempo supplementare. In qualità di campione nazionale l'Al-Ahly partecipò quindi al FIBA Africa Basketball Club Championship 2016, il massimo torneo africano di pallacanestro, tenutosi proprio al Cairo, in Egitto, dal 7 al 16 dicembre 2016.
L'Al Ahly dopo aver battuto nella finalissima la squadra angolana del CRD Libolo per 68-66, ha conquistato va vittoria del trofeo, terminando il torneo da imbattuto e diventando la prima squadra egiziana a vincerlo dall'edizione 1996, la prima a vincere nella nuova formula, fino a quel momento, nessuna squadra egiziana era riuscita a raggiungere la finale del torneo con il nuovo formato. La squadra in precedenza aveva già partecipato alla FIBA Africa Basketball Club Championship conquistando due medaglie di bronzo nell'edizione 2004 ed in quella del 2012.
Nel luglio 2021, l'Al Ahly ha ingaggiato l'allenatore spagnolo Augustí Julbe come nuovo capo allenatore, sotto la sua guida l'Al-Ahly ha collezionato vari successi sia in Egitto che in campo internazionale. Nel settembre dello stesso anno, la squadra ha preso parte all'Arab Club Basketball Championship e, dopo aver sconfitto nelle semifinali i rivali dell'Al-Ittihad Alessandria per 78-73, si sono imposti anche nella finalissima contro la squadra dell'Al Kuwait SC, con il risultato di 78-66,  aggiudicandosi per la prima volta la vittoria dell'Arab Club Basketball Championship, dopo che era uscita sconfitta per 3 volte consecutive in finale (1991, 1999, 2000).
Nella stagione successiva, la 2021–22, l’Al Ahly ha vinto il suo sesto titolo della Egyptian Basketball Super League vincendo per 3-2 la serie delle finali contro i rivali di sempre dell'Al-Ittihad Alessandria, qualificandosi così per la stagione 2023 della Basketball Africa League (BAL); nella stessa stagione la squadra ha portato a casa la vittoria del triplete nazionale aggiudicandosi anche la vittoria della Egypt Cup e della Egyptian Mortabat League.

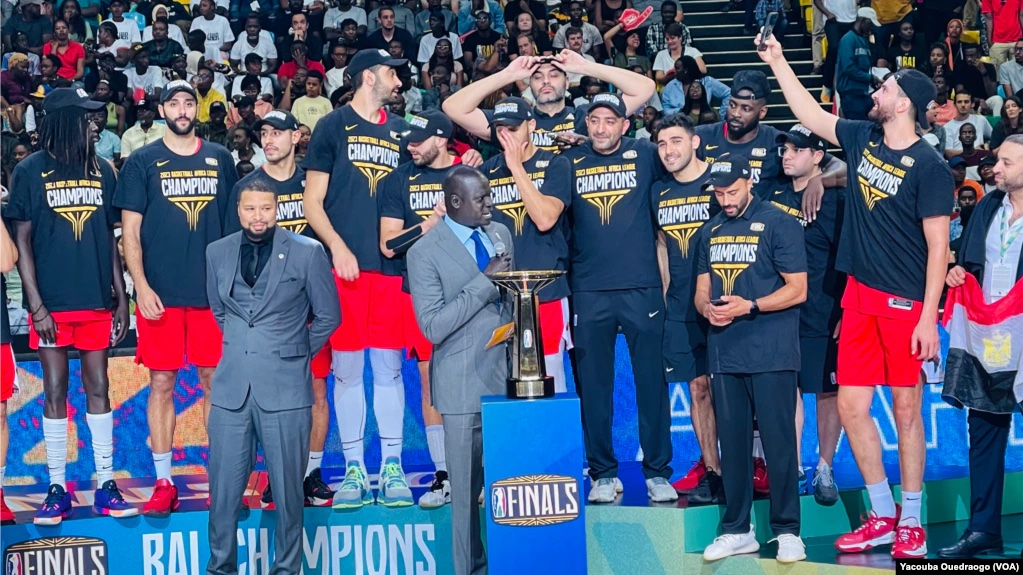
La squadra dell'Al-Ahly in procinto di ricevere il trofeo della BAL 2023

Nella stagione 2022-2023, l'Al Ahly ha fatto il proprio debutto nella BAL, concludendo la Nile Conference, disputata al Cairo, con un record di 4 vittorie e 1 sconfitta. Nei playoff, l’Al Ahly ha battuto il REG e lo Stade Malien nei quarti e nelle semifinali. In finale, ha sconfitto i campioni senegalesi dell’AS Douanes con il punteggio di 80–65, conquistando così il suo secondo titolo continentale e il primo titolo BAL. L’ala dell’Al Ahly Nuni Omot è stato nominato MVP della competizione.
Nella stessa stagione l’Al Ahly, sotto la guida di Julbe, ha ottenuto anche la vittoria di tutti i quattro trofei nazionali a cui ha preso parte. La squadra ha vinto per la settima volta nella sua storia l'Egyptian Basketball Super League, difendendo il titolo conquistato l'anno precedente, con la vittoria nella serie finale per 3-1 sull'Al-Ittihad Alessandria. Nell'aprile 2023, dopo aver battuto in finale lo Zamalek, con il risulato di 72-65, ha vinto per l'undicesima volta l'Egypt Basketball Cup; inoltre nel corso della stagione l'Al-Ahly si aggiudicò la vittoria della Egyptian Mortabat League e prima della fine dell'anno, nel dicembre 2023, conquistò per la prima volta la vittoria della Egypt Basketball Supercup dopo aver vinto la finale, giocata in Bahrain, contro lo Zamalek per 64-60.

## Arena di gioco
La squadra di pallacanestro gioca le sue partite casalinghe presso l'Al Ahly Sports Hall (in arabo: صالة النادي الأهلي بالجزيرة), una delle strutture di proprietà della polisportiva dell'Al-Ahly SC. L'impianto è un’arena polifunzionale situata al Cairo, in Egitto. La struttura è utilizzata dalle sezioni di pallacanestro, pallamano e pallavolo del club.
Quando l’Al Ahly iniziò a formare le proprie squadre di pallamano, pallacanestro e pallavolo, si rese conto dell’importanza di costruire un’arena che potesse ospitare le partite casalinghe di queste discipline. I primi progetti e la ricerca di finanziamenti iniziarono nel 1978, ma per motivi economici il progetto fu rinviato. Dopo anni di attesa, l’Al Ahly riuscì finalmente a costruire la propria arena e il 4 febbraio 1994 si tenne la cerimonia ufficiale di inaugurazione. L’evento iniziò con un discorso del presidente del club, Saleh Selim, che annunciò che il nome dell’arena sarebbe stato "Prince Abdalla El Faisl Hall". La prima partita disputata nella nuova struttura fu un’amichevole di basket tra l'Al Ahly e l'Ittihad Alexandria.
La sala principale è dotata di 2.500 posti a sedere e di un pavimento in taraflex. Viene utilizzata per tutte le partite casalinghe delle squadre di pallamano, pallacanestro e pallavolo, comprese quelle delle squadre femminili e giovanili. Inoltre, la struttura ospita anche concerti ed eventi di intrattenimento. La sala secondaria è utilizzata per il riscaldamento e gli allenamenti delle squadre sportive e, in caso di sovrapposizioni di calendario, può ospitare alcune partite ufficiali quando la sala principale è occupata.

## Palmarès

### Titoli nazionali
- Egyptian Super League
 Campione (7) : 1988-89, 1999-00, 2000-01, 2011-12, 2015-16, 2021-22, 2022-23
- Egypt Cup
 Campione (11) :  1987-88, 1992-93, 1994-95, 1998-99, 2003-04, 2006-07, 2008-09, 2010-11, 2017-18, 2021-22, 2022-23
- Egyptian Mortabat League
 Campione (10) (record): 2005-06, 2006-07, 2016-17, 2017-18, 2018-2019, 2020-21, 2021-22, 2022-23, 2023-24, 2024-25
- Egyptian Super Cup
 Campione (1) : 2023

### Tornei internazionali
- Basketball Africa League: 1
  - Campione : 2023
- FIBA Africa Clubs Champions Cup: 1
  -  Campione : 2016
  -  Terzo posto : 2004, 2012
- FIBA African Basketball Cup Winners' Cup: 2
  -  Campione (record): 1998, 2000

### Tornei regionali
- Arab Club Basketball Championship:
  - Campione: 2021
  - Finalista : 1991, 1999, 2000 , 2022
  - Terzo posto : 1995

## Organico
Organico per la stagione 2023-2024
|    | Naz.                                       | Ruolo | Sportivo          | Anno | Alt. | Peso |  |
| -- | ------------------------------------------ | ----- | ----------------- | ---- | ---- | ---- |  |
| 0  | Egitto (bandiera)                          | AG    | Amr Alaa Zahran   | 2001 | 191  |      |  |
| 1  | Stati Uniti (bandiera)                     | G     | Brandon Childress | 1998 | 183  |      |  |
| 2  | Egitto (bandiera)                          | G     | Youssef Maadawy   | 2001 | 184  |      |  |
| 4  | Egitto (bandiera)                          | G     | Ehab Amin         | 1995 | 193  | 91   |  |
| 6  | Egitto (bandiera)                          | AP    | Marwan Sarhan     | 1992 | 203  | 102  |  |
| 8  | Egitto (bandiera)                          | C     | Samir Seif        | 1993 | 205  |      |  |
| 9  | Egitto (bandiera)                          | G     | Omar Farag        | 1998 | 177  |      |  |
| 10 | Stati Uniti (bandiera)                     | G     | Mark Lyons        | 1989 | 185  | 91   |  |
| 13 | Egitto (bandiera)                          | G     | Amr Gendy         | 1991 | 192  |      |  |
| 14 | Egitto (bandiera)                          | AG    | Ahmed Elmaraghy   | 1992 | 189  |      |  |
| 15 | Egitto (bandiera)                          | G     | Karim Elgizawy    | 2005 | 191  | 91   |  |
| 23 | Egitto (bandiera)                          | G     | Mohamed Nasr      | 1991 | 190  |      |  |
| 28 | Stati Uniti (bandiera) · Egitto (bandiera) | C     | Patrick Gardner   | 1999 | 211  | 113  |  |
| 30 | Stati Uniti (bandiera)                     | G     | Norris Cole       | 1988 | 188  | 79   |  |
| 34 | Egitto (bandiera)                          | AP    | Mostafa Kejo      | 1994 | 204  |      |  |
| 41 | Egitto (bandiera)                          | C     | Omar Oraby        | 1991 | 218  | 122  |  |
|    | Egitto (bandiera)                          | C     | Abdallah Nasser   | 2005 | 216  |      |  |

### Staff tecnico

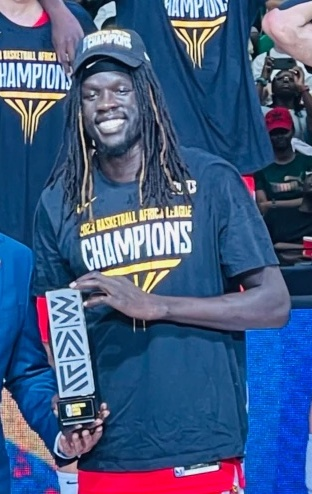
Nuni Omot, MVP della BAL 2023 con la maglia dell'Al-Ahly

| Ruolo           | Nome           |
| --------------- | -------------- |
| Capo Allenatore | Agustí Julbe   |
| Vice Allenatore | Ahmed El Garhy |
| Vice Allenatore | Rami Eldaisty  |
| Manager         | Walid Elkhratt |
| Team Manager    | Tarek Elgannam |
| Medico sociale  | Mohamed Gad    |
| Fisioterapista  | Haitham Atef   |
| Nutrizionista   | Nader Kozam    |
| Massaggiatore   | Mohamed Essa   |
| Scout           | Alaa Lotfy     |

## Cestisti
- Omar Abada
- Youssef Abbas
- Moamen Abouelanin
- Prince Ali
- Ehab Amin
- Alpha Bangura
- Norris Cole
- Markeith Cummings
- Ibrahim el-Gammal
- Michael Fakuade
- Hiram Fuller
- Patrick Gardner
- Amr el-Gendi
- Walter Hodge
- Reggie Holmes
- Donovan Jackson
- Moustafa Kejo
- Darren Kelly
- Mark Lyons
- Tony Mitchell
- Hassan Moawad
- Nuni Omot
- Omar Oraby
- Mohamed el-Rashidi
- Ryan Richards
- John Roberson
- Amine Rzig
- Mouhanad el-Sabagh
- Seif Samir
- Michael Thompson
- Corey Webster
- Alex Young